# Examenvrees
Examenvrees is de angst om te zakken voor een examen, toets of overhoring.
Voorbeelden van examenvrees zijn de angst voor het eindexamen van de middelbare school en de angst voor het rijexamen. Deze angst uit zich in negatieve gedachten en stress. Een beetje spanning voor een examen kan  nuttig zijn. Het zorgt voor de noodzakelijke alertheid en concentratie. Op het moment dat het van gezonde spanning doorslaat naar angst is er sprake van examenvrees. Op dat moment overheersen de negatieve gedachten en de stress. De examenvrees zorgt ervoor dat de gerichtheid op de vrees groter wordt dan op het examen. De kans om te zakken voor het examen wordt hierdoor vergroot. Dit zorgt ervoor dat de negatieve gedachten bevestigd worden en zo ontstaat er een vicieuze cirkel. Examenvrees kan behandeld worden door de oorzaak van de angst op te sporen en deze te reduceren.